# Jean-Pierre du Teil

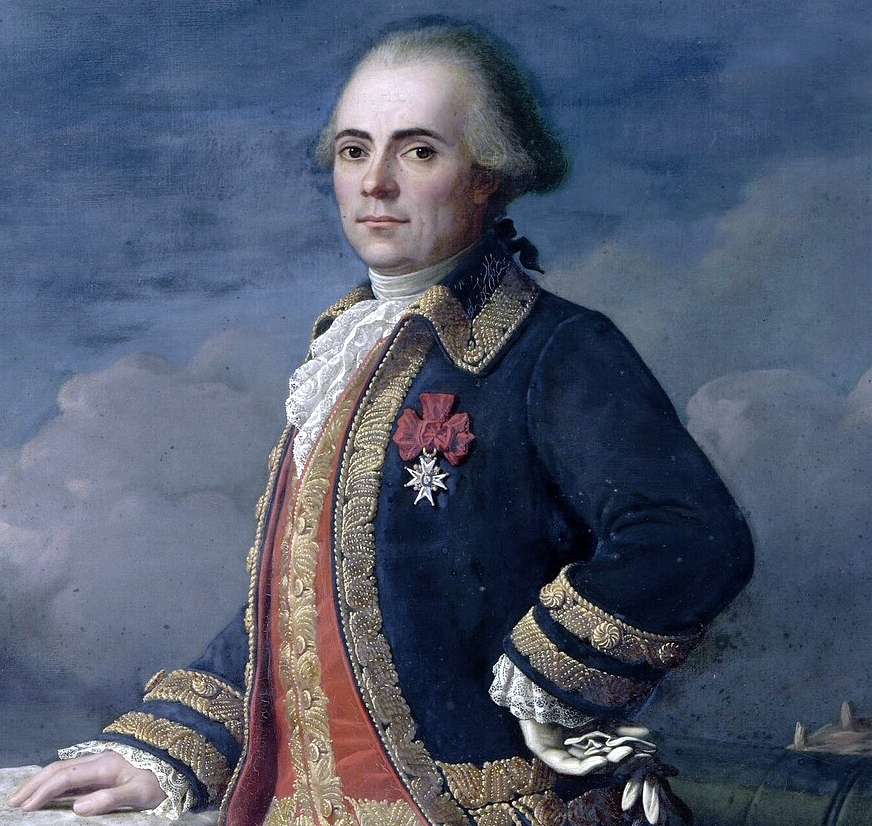

Jean-Pierre du Teil (Pommier-de-Beaurepaire, 14 juli 1722 - Lyon, 27 februari 1794) was een Frans artilleriegeneraal en een van de meest invloedrijke personen op de latere keizer Napoleon Bonaparte tijdens diens militaire opleiding in de Artillerieschool van Auxonne.

## leven
De vader van Jean-Pierre du Teil, François du Teil, diende als artillerieofficier en was een ridder van de Orde van Sint-Lodewijk. Zijn moeder, Marguerite de Chambaran, stierf in hetzelfde jaar als zijn vader. Jean-Pierre werd geboren in het kasteel van Pommier, gelegen in La Côte-Saint-André. Hij groeide op naast zijn broer Jean du Teil, die later bekend zou worden als een vooraanstaande artillerietheoreticus.
Jean-Pierre du Teil begon zijn militaire carrière als kolonel van het regiment de la Fère-Artillerie in 1777. Twee jaar later, in 1779, werd hij benoemd tot commandant van de École militaire in Auxonne. Zijn bekwaamheid en toewijding aan het militaire vak leverden hem in 1780 de rang van brigadegeneraal van de infanterie op.
In 1783 werd du Teil aangesteld als militair gouverneur van Auxonne, waar hij een belangrijke rol speelde in het organiseren en trainen van troepen. Het jaar daarop, in 1784, werd hij bevorderd tot de rang van maréchal de camp, een hoge militaire positie.
Tijdens de turbulente periode van de Franse Revolutie kwam Jean-Pierre du Teil onder verdenking te staan vanwege zijn vermeende royalistische sympathieën. In februari 1794 werd hij gearresteerd door de militaire commissie in Lyon en ter dood veroordeeld. Als een actief dienend militair werd hij geëxecuteerd door een vuurpeloton, een lot dat hem trof in plaats van de guillotine, zoals gebruikelijk was voor veroordeelde burgers.
Ondanks zijn tragische einde werd Jean-Pierre du Teil postuum geëerd door Napoleon, die een aanzienlijke som geld schonk aan de nakomelingen van de baron du Teil als eerbetoon aan zijn nagedachtenis. Dit gebaar onderstreept de erkenning van du Teil's dienst aan zijn land, zelfs in een tijd van politieke onrust en onzekerheid.